# Castell de la Clua
El Castell de la Clua és un castell del poble de la Clua, al municipi d'Artesa de Segre (Noguera) inclòs en l'Inventari del Patrimoni Arquitectònic de Catalunya.
És situat a tocar d'un congost que separa la plana del Segre de la vall d'Ariet. L'espluga on hi ha el castell és situada a la part baixa d'un cingle, orientat cap al sud-oest, damunt del poble actual.

## Història
Les primeres notícies del terme corresponen a l'any 1059, quan Arsenda d'Àger donà al monestir de Santa Maria de Meià unes vinyes situades en la Clua. El castell pertanyia al patrimoni de la família Meià. L'any 1193, Guillem de Meià en el seu testament deixà a la seva germana Ermessenda i al fill d'aquesta, Ramon de Cervera, diversos castells, entre els quals el de la Clua. L'any 1311, Dolça de Cervera donà el castell de la Clua i els altres de la família Meià al seu fill Pere II d'Ayerbe el qual el 1312 permutà al rei Jaume II tot el seu patrimoni de Catalunya per diversos castells situats a Aragó. Tot seguit, el rei els incorporà a la corona.

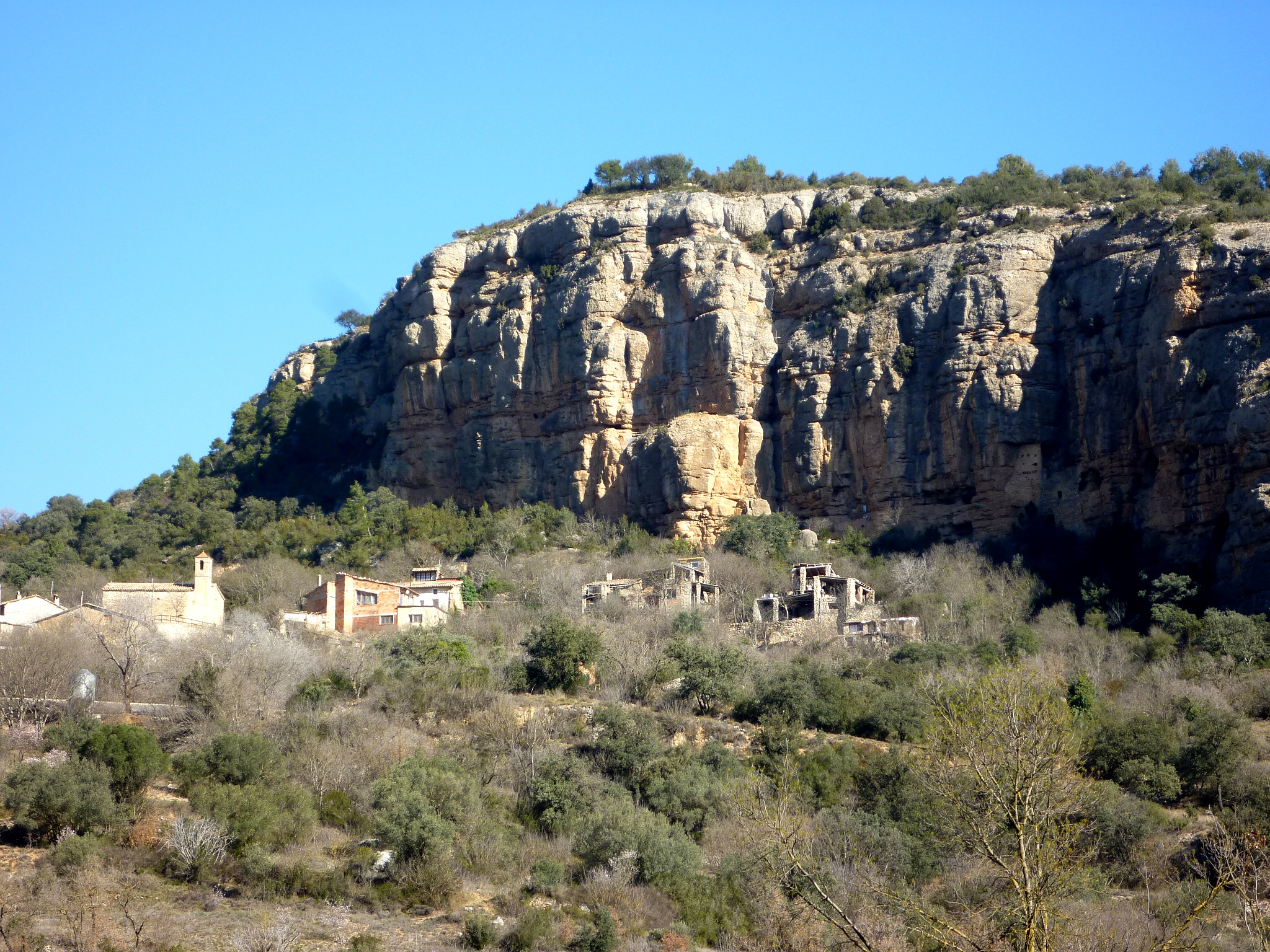
El castell al cingle de l'esquerra de la Clua(Imatge amb anotacions)

El castell es considerava situat al marquesat de Camarasa però no apareix en cap document referent als castells dependents dels infants Ferran i Martí, posseïdors del marquesat. El 1405, Ramon Picó tenia el castell en feu del rei. L'any següent el castell fou venut per Bernat de Cruïlles. El 1453, el feudatari era Bernat de Vilagaià, que tingué un conflicte sobre límits amb el capítol de la Seu d'Urgell. Un descendent d'aquest, Miquel de Vilagaià, manà vendre el castell de la Clua, la qual cosa feu Joana, probablement la seva muller, l'any 1505, a Pere de Rocaspana juntament amb tota la jurisdicció civil i criminal.
En el moment de la desaparició de les senyories jurisdiccionals, el castell es trobava sota el domini del noble Gomes.
Roig i Jalpí, a mitjan segle xvii fa la descripció del castell: En el lugar de Clua entre unas peñas, hay un casttillo medio habitable.

## Arquitectura
El castell és bastit sota una balma natural situada a la part baixa d'un espadat. Un mur de 100 cm de gruix i 8,5 m de llargària, tanca un espai que a peu pla té una fondària de 3 m i que al pis principal pot arribar a uns 10 m de profunditat. L'espai interior era dividit en tres nivells. El nivell inferior, on hi havia la pota d'entrada, té una alçada de 3 m El nivell principal té un alçada de 3,5 m Al costat oest s'han conservat restes d'un nivell superior i el mur arriba fins al sostre de la balma.
La paret, fins a 4 m, és feta amb carreus de mida mitjana (15 cm X 30 cm) poc treballats però afilerats. La part superior de l'edifici sembla que fou afegida posteriorment. A peu pla, arran de terra, hi havia una porta acabada en arc de mig punt de la qual han desaparegut dovelles i muntants. En aquest nivell inferior també veiem diverses espitlleres. A la planta principal hi ha una finestra gran, segurament d'època moderna.
La construcció es pot datar cap al segle xiii amb probables precedents més antics.